# Holloman légitámaszpont
A Holloman légitámaszpont (IATA: HMN, ICAO: KHMN, FAA LID: HMN) az Amerikai Egyesült Államok Légierejének 1942-ben alapított támaszpontja, ami Alamogordótól 10 kilométerre délnyugatra fekszik. Területe megegyezik az azonos nevű statisztikai településsel, Otero megyében helyezkedik el. George V. Holloman rakétatudósról kapta a nevét.
A Holloman szolgálja ki a White Sands Rakétakísérleti Telepet és otthont ad az olasz légierő egyik edzőközpontjának is.

## Galéria
- A nagysebességű tesztpálya
- A támaszponton állomásozó 49. század a Sandy hurrikán idején
- Az Apollo parancsnoki és műszaki egység a támaszponton, 1969-ben
- 1944-es poszter a bázisról
- A Holloman az első Transformers film forgatása közben
- UH–60 Black Hawk helikopterek szállnak fel a támaszpontról
- Az amerikai légierő tagjai kiképzés közben
- 18 F–117 Nighthawk a támaszponton (1992)

## Népesség
| 2010 | 3 054 |
| 2020 | 3 810 |